# USS Randolph (CV-15)
O USS Randolph (CV-15) é um porta-aviões da Marinha dos Estados Unidos, pertencente a Classe Ticonderoga.